# Батыр (река)
Батыр — река в России, протекает по территории Мирнинского района Якутии, правый приток реки Ахтаранды. Длина реки — 221 км, площадь водосборного бассейна — 3440 км².

## Притоки
Объекты перечислены по порядку от устья к истоку.
- 22 км: Халаабыс
- 38 км: река без названия
- 52 км: река без названия
- 68 км: река без названия
- 102 км: река без названия
- 135 км: река без названия
- 137 км: река без названия
- 146 км: река без названия
- 163 км: Кёппёх
- 192 км: река без названия